# Lista de episódios de Stranger Things
A seguir se apresenta a lista de episódios de Stranger Things, uma série de televisão na qual apresenta um garoto que desaparece misteriosamente na pequena cidade de Hawkins, Indiana, e faz seus amigos partirem por sua busca, que, no caminho, encontram uma estranha garota com poderes telecinéticos. Stranger Things é uma série de ficção científica, terror, sobrenatural e drama de época transmitida pela Netflix nos Estados Unidos e em todo o mundo. Desenvolvida por Matt Duffer e Ross Duffer, a série se passa na pequena cidade de Hawkins, Indiana.
A primeira temporada foi emitida em 15 de julho de 2016 e muito comentada por telespectadores, criando um reconhecimento ótimo para uma estreia de série. Logo após a estreia da primeira temporada, a Netflix garantiu a série uma renovação para uma segunda temporada. Um dos fatores que deram um ótimo reconhecimento para a série foi a ampla aclamação pela crítica especializada, uma vez que recebeu a avaliação de 76/100 do site agregador de arte Metacritic. Stranger Things, foi rejeitada por 18 emissoras de televisão antes de chegar na streaming Netflix.

## Resumo
| Temporada | Temporada | Episódios | Episódios              | Originalmente lançado  |
| --------- | --------- | --------- | ---------------------- | ---------------------- |
|           | 1         | 8         | 8                      | 15 de julho de 2016    |
|           | 2         | 9         | 9                      | 27 de outubro de 2017  |
|           | 3         | 8         | 8                      | 4 de julho de 2019     |
|           | 4         | 9         | 7                      | 27 de maio de 2022     |
| 2         | 4         | 9         | 1 de julho de 2022     |                        |
|           | 5         | 8         | 4                      | 26 de novembro de 2025 |
| 3         | 5         | 8         | 25 de dezembro de 2025 |                        |
| 1         | 5         | 8         | 31 de dezembro de 2025 |                        |

## Episódios

### 1ª temporada (2016)
| N.º na série | N.º na temp. | Título                                                                                           | Dirigido por        | Escrito por                                                   | Lançamento          |
| ------------ | ------------ | ------------------------------------------------------------------------------------------------ | ------------------- | ------------------------------------------------------------- | ------------------- |
| 1            | 1            | "Chapter One: The Vanishing of Will Byers" "(Capítulo Um: O Desaparecimento de Will Byers)" (BR) | The Duffer Brothers | The Duffer Brothers                                           | 15 de julho de 2016 |
| 2            | 2            | "Chapter Two: The Weirdo on Maple Street" "(Capítulo Dois: A Estranha na Rua Maple)" (BR)        | The Duffer Brothers | The Duffer Brothers                                           | 15 de julho de 2016 |
| 3            | 3            | "Chapter Three: Holly, Jolly" "(Capítulo Três: Caramba)" (BR)                                    | Shawn Levy          | Jessica Mecklenburg                                           | 15 de julho de 2016 |
| 4            | 4            | "Chapter Four: The Body" "(Capítulo Quatro: O Corpo)" (BR)                                       | Shawn Levy          | Justin Doble                                                  | 15 de julho de 2016 |
| 5            | 5            | "Chapter Five: The Flea and the Acrobat" "(Capítulo Cinco: A Pulga e o Acrobata)" (BR)           | The Duffer Brothers | Alison Tatlock                                                | 15 de julho de 2016 |
| 6            | 6            | "Chapter Six: The Monster" "(Capítulo Seis: O Monstro)" (BR)                                     | The Duffer Brothers | Jessie Nickson-Lopez                                          | 15 de julho de 2016 |
| 7            | 7            | "Chapter Seven: The Bathtub" "(Capítulo Sete: A Banheira)" (BR)                                  | The Duffer Brothers | Justin Doble                                                  | 15 de julho de 2016 |
| 8            | 8            | "Chapter Eight: The Upside Down" "(Capítulo Oito: O Mundo Invertido)" (BR)                       | The Duffer Brothers | História por : Paul Dichter Roteiro por : The Duffer Brothers | 15 de julho de 2016 |

### 2ª temporada (2017)
| N.º na série | N.º na temp. | Título                                                                                            | Dirigido por        | Escrito por          | Lançamento            |
| ------------ | ------------ | ------------------------------------------------------------------------------------------------- | ------------------- | -------------------- | --------------------- |
| 9            | 1            | "Chapter One: MADMAX" "(Capítulo Um: Madmax)" (BR)                                                | The Duffer Brothers | The Duffer Brothers  | 27 de outubro de 2017 |
| 10           | 2            | "Chapter Two: Trick or Treat, Freak" "(Capítulo Dois: Gostosuras ou Travessuras, Aberração)" (BR) | The Duffer Brothers | The Duffer Brothers  | 27 de outubro de 2017 |
| 11           | 3            | "Chapter Three: The Pollywog" "(Capítulo Três: O Girino)" (BR)                                    | Shawn Levy          | Justin Doble         | 27 de outubro de 2017 |
| 12           | 4            | "Chapter Four: Will the Wise" "(Capítulo Quatro: Will, o Sábio)" (BR)                             | Shawn Levy          | Paul Dichter         | 27 de outubro de 2017 |
| 13           | 5            | "Chapter Five: Dig Dug" "(Capítulo Cinco: Dig Dug)" (BR)                                          | Andrew Stanton      | Jessie Nickson-Lopez | 27 de outubro de 2017 |
| 14           | 6            | "Chapter Six: The Spy" "(Capítulo Seis: O Espião)" (BR)                                           | Andrew Stanton      | Kate Trefry          | 27 de outubro de 2017 |
| 15           | 7            | "Chapter Seven: The Lost Sister" "(Capítulo Sete: A Irmã Perdida)" (BR)                           | Rebecca Thomas      | Justin Doble         | 27 de outubro de 2017 |
| 16           | 8            | "Chapter Eight: The Mind Flayer" "(Capítulo Oito: O Devorador de Mentes)" (BR)                    | The Duffer Brothers | The Duffer Brothers  | 27 de outubro de 2017 |
| 17           | 9            | "Chapter Nine: The Gate" "(Capítulo Nove: O Portal)" (BR)                                         | The Duffer Brothers | The Duffer Brothers  | 27 de outubro de 2017 |

### 3ª temporada (2019)
| N.º na série | N.º na temp. | Título                                                                                                | Dirigido por        | Escrito por         | Lançamento         |
| ------------ | ------------ | --- | ------------------- | ------------------- | ------------------ |
| 18           | 1            | "Chapter One: Suzie, Do You Copy?" "(Capítulo um: Está me ouvindo, Suzie?)" (BR)                      | The Duffer Brothers | The Duffer Brothers | 4 de julho de 2019 |
| 19           | 2            | "Chapter Two: The Mall Rats" "(Capítulo dois: O caso dos ratos)" (BR)                                 | The Duffer Brothers | The Duffer Brothers | 4 de julho de 2019 |
| 20           | 3            | "Chapter Three: The Case of the Missing Lifeguard" "(Capítulo três: A salva-vidas desaparecida)" (BR) | Shawn Levy          | William Bridges     | 4 de julho de 2019 |
| 21           | 4            | "Chapter Four: The Sauna Test" "(Capítulo quatro: A prova da sauna)" (BR)                             | Shawn Levy          | Kate Trefey         | 4 de julho de 2019 |
| 22           | 5            | "Chapter Five: The Flayed" "(Capítulo cinco: Os devorados)" (BR)                                      | Uta Briesewitz      | Paul Dichter        | 4 de julho de 2019 |
| 23           | 6            | "Chapter Six: E Pluribus Unum" "(Capítulo seis: E pluribus unum)" (BR)                                | Uta Briesewitz      | Curtis Gwinn        | 4 de julho de 2019 |
| 24           | 7            | "Chapter Seven: The Bite" "(Capítulo sete: A mordida)" (BR)                                           | The Duffer Brothers | The Duffer Brothers | 4 de julho de 2019 |
| 25           | 8            | "Chapter Eight: The Battle of Starcourt" "(Capítulo oito: A batalha de Starcourt)" (BR)               | The Duffer Brothers | The Duffer Brothers | 4 de julho de 2019 |

### 4ª temporada (2022)
| Parte 1 |   | |                     |                      |                    |
| 26      | 1 | "Chapter One: The Hellfire Club" Capítulo um: O Clube Hellfire" (BR)                                    | The Duffer Brothers | The Duffer Brothers  | 27 de maio de 2022 |
| 27      | 2 | "Chapter Two: Vecna's Curse" "Capítulo dois: A maldição de Vecna" (BR)                                  | The Duffer Brothers | The Duffer Brothers  | 27 de maio de 2022 |
| 28      | 3 | "Chapter Three: The Monster and The Superhero" "Capítulo três: O monstro e a super-heroína" (BR)        | Shawn Levy          | Caitlin Schneiderhan | 27 de maio de 2022 |
| 29      | 4 | "Chapter Four: Dear Billy" "Capítulo quatro: Querido Billy" (BR)                                        | Shawn Levy          | Paul Dichter         | 27 de maio de 2022 |
| 30      | 5 | "Chapter Five: The Nina Project" "Capítulo cinco: Projeto Nina" (BR)                                    | Nimród Antal        | Kate Trefry          | 27 de maio de 2022 |
| 31      | 6 | "Chapter Six: The Dive" "Capítulo seis: Mergulho" (BR)                                                  | Nimród Antal        | Curtis Gwinn         | 27 de maio de 2022 |
| 32      | 7 | "Chapter Seven: The Massacre At Hawkins Lab" "Capítulo sete: O massacre no laboratório de Hawkins" (BR) | The Duffer Brothers | The Duffer Brothers  | 27 de maio de 2022 |
| Parte 2 |   | |                     |                      |                    |
| 33      | 8 | "Chapter Eight: Papa" "Capítulo oito: Papai" (BR)                                                       | The Duffer Brothers | The Duffer Brothers  | 1 de julho de 2022 |
| 34      | 9 | "Chapter Nine: The Piggyback" "Capítulo nove: O plano de Onze" (BR)                                     | The Duffer Brothers | The Duffer Brothers  | 1 de julho de 2022 |

### 5ª temporada
| N.º na série | N.º na temp. | Título                   | Dirigido por        | Escrito por         | Lançamento             |
| ------------ | ------------ | ------------------------ | ------------------- | ------------------- | ---------------------- |
| 35           | 1            | "Chapter One: The Crawl" | ASA                 | The Duffer Brothers | 26 de novembro de 2025 |
| 36           | 2            | "TBA"                    | ASA                 | ASA                 | 26 de novembro de 2025 |
| 37           | 3            | "The Turnbow Trap"       | ASA                 | ASA                 | 26 de novembro de 2025 |
| 38           | 4            | "Sorcerer"               | ASA                 | ASA                 | 26 de novembro de 2025 |
| 39           | 5            | "Shock Jock"             | ASA                 | ASA                 | 25 de dezembro de 2025 |
| 40           | 6            | "Escape from Camazotz"   | ASA                 | ASA                 | 25 de dezembro de 2025 |
| 41           | 7            | "The Bridge"             | ASA                 | ASA                 | 25 de dezembro de 2025 |
| 42           | 8            | "The Rightside Up"       | The Duffer Brothers | The Duffer Brothers | 31 de dezembro de 2025 |

1. ↑  O título completo do segundo episódio não foi anunciado junto com os títulos dos outros episódios, apenas que o título começa com "The Vanishing of".[8]